# رائوباغ
رائوباغ یک منطقهٔ مسکونی در پاکستان است که در پنجاب واقع شده‌است.